# لبنان حبيبتي
لبنان حبي هو فيلم إيراني من إصدار مخرج حسن كاربخش اصدر في ۱۹۹۱.

## القصة
ماري، عاملة إغاثة فرنسية جاءت لمساعدة ضحايا الحرب الإسرائيلية اللبنانية مع الصليب الأحمر. تم إيقافه هو وزملاؤه على الطريق من قبل القوات الإسرائيلية أثناء التقاطهم لعدد من الأطفال الأيتام من الشارع. الإسرائيليون، الذين وجدوا وجود قوات الصليب الأحمر كشهود على جرائمهم مقلقة، يفجرون سيارة الإسعاف. لكن ماري تمكنت من الفرار.